# 命婦
命婦（みょうぶ）とは、律令制下の日本において従五位下以上の位階を有する女性、ないし官人の妻の地位を示す称号。

## 概要
命婦という言葉は、元は中国の『周礼』において内外の官として命夫・命婦の官が存在したことが記されており、ここに由来があると考えられている。ただし、日本における命婦はその名称のみを採用して、その内容も全く異なるものとなった（命夫にあたる男官・呼称については採用されなかった）。
命婦は『職員令義解』の中務省条に規定があり、五位以上の女性を内命婦（うちのみょうぶ）、五位以上の官人の妻のことを外命婦（げのみょうぶ）という。但し、命婦は官職ではなく、所属官司の職掌に奉仕する地位であり、官位相当や定員はなかった。また、女王の場合、五位以上の位階なくとも内命婦に列せられた。奈良時代までは宮中に仕える女性は命婦を含めて宮人と称したが、平安時代以降は宮人と命婦は区別されるようになる。
命婦の奉仕する対象は、内侍司の務めである、天皇の儀式或いは神事に限られるようになり、朝賀や即位式などにおいて奉仕する女性は褰帳命婦、威儀命婦、立春の際の水取命婦、春日祭の際に奉仕する博士命婦などが置かれた。摂関政治がはじまる頃には、命婦は中臈の女房の称号となり、父や夫の官職に因んで、少将命婦、少輔命婦、中務命婦、小馬命婦などと称するようになり固有名詞となっていった。
江戸時代には命婦は4・5名で、女蔵人（にょくろうど）・御差（おさし）とともに構成した御下（おしも）と呼ばれる下級女房層を構成した三職を合わせると定員7名となった。命婦の上首は「伊予」の名称で呼ばれ、命婦のみならず御下全体を統括する役目を担い、江戸時代には壬生官務家出身者が選ばれる例となり、次第に形式的な地位となっていった。次席は「大御乳人（おおおちのひと）」と呼ばれ、本来は当代の天皇の乳母を務めた人に対する待遇であったが、後には熟練の女官として掌侍の上首である勾当内侍を補佐して、宮廷内外と勾当内侍との間の取次や事務処理を行った。このため、次第に大御乳人の出身も局務家である押小路家、上北面である松室家、下鴨社社司である梨木家の3家出身者が占めるようになっていった。大御乳人は当代の天皇との関係で任命されたため、天皇が代替わりをすると伊予は職に留まるが、大御乳人は職を退く例であった。それ以外の命婦は上野・越後・能登といった国名で呼ばれ、伊予や大御乳人を補佐するとともに、当時の命婦の職務であった朝の天皇御座所の清掃、天皇の食事の補助、夕方の天皇皇后の入浴補助を行った。